# Puerto Cisnes
Puerto Cisnes este un târg din provincia Aisén, regiunea Aisén, Chile, cu o populație de 5.739 locuitori (2012) și o suprafață de 16093 km2. 